# Émile Rey
Émile Rey (Courmayeur, 1846 - Dent du Géant, 24 de agosto de 1895) foi um guia de alta montanha do vale de Aosta (o Vale de Aosta tornou italiano em 1860).

## Biografia
Chamado o príncipe dos guias, foi o mais reconhecido guia de Courmayeur no final do século XIX. O seu primeiro grande sucesso foi a primeira ascensão da Aiguille Noire de Peuterey em 1877, mas o resto da sua vida foi passado a escalar os Alpes
A sua morte na descida do Dent du Géant nunca foi elucidada, mas pensa-se que deve ter sofrido um mal-estar. Foi em sua homenagem que se chamou de Passo de Émile Rey o colo que se encontra entre o Mont Brouillard e a Pointe Louis Amédée.

## Ascensões
- 1877 - Primeira ascensão da Aiguille Noire de Peuterey com Lord Wentworth e o guia  Jean-Baptiste Bich, pela vertente S-E, 5 de agosto.
- 1885 - Primeira ascensão da Aiguille Blanche de Peuterey com Henry Seymour King e os guias Ambros Supersaxo e Alois Andenmatten, 31 de julho
- 1887 - Primeira travessia do Grand Dru ao Petit Dru com Henri Dunod e François Simond, 31 de agosto
- 1888 - Novo itinerário no Mont Blanc pela Aiguille de Bionnassay com miss K. Richardson e Jean-Baptiste Bich, 13 de agosto
- 1893 - Primeira ascensão do Monte Branco pela Aiguille Blanche de Peuterey e Aresta de Peuterey com Paul Güssfeldt, Christian Klucker e César Ollier; de 14 a 17 de agosto